# Grabe (Apače, Slovenija)
Grabe je naselje u slovenskoj Općini Apači. Grabe se nalazi u pokrajini Štajerskoj i statističkoj regiji Pomurju. 

## Stanovništvo
Prema popisu stanovništva iz 2002. godine naselje je imalo 98 stanovnika.